# 乌海南站
乌海南站位于中华人民共和国内蒙古自治区乌海市，是包银高速铁路建设中的车站。

## 车站规模
包银高铁乌海南站站房设计地上2层、地下1层，建筑面积约5000平方米。站场设计规模2台4线。